# Bataisk
Bataisk (rus: Батайск) és una ciutat de Rússia que es troba a l'óblast de Rostov. Fou fundada el 1769 i rebé els drets de ciutat el 1938. Hi ha l'Església de l'Ascensió, reconstruïda entre el 1990 i el 2006 després de ser destruïda a la dècada del 1930.